# Кундурхе
Кундурхе (дарг. Кундурхи) — село в Левашинском районе Дагестана. Входит в состав сельского поселения Сельсовет Куппинский.

## География
Расположено в 16 км к западу от районного центра села Леваши.

## Население
| 1895 | 1939 | 1970 | 1989 | 2002 | 2010 | 2021 |
| ---- | ---- | ---- | ---- | ---- | ---- | ---- |
| 206  | ↘118 | ↗262 | ↘223 | ↗356 | ↗375 | ↗658 |